# SN 2006ef
SN 2006ef – supernowa typu Ia odkryta 18 sierpnia 2006 roku w galaktyce NGC 809. W momencie odkrycia miała maksymalną jasność 15,60m.